# Blair Bann
Blair Cameron Bann (Edmonton, 26 febbraio 1988) è un pallavolista canadese, libero del Friedrichshafen.

## Palmarès

### Club
- Coppa di Germania: 1

Friedrichshafen: 2021-2022

### Nazionale (competizioni minori)
- Coppa panamericana 2009

### Premi individuale
- 2011 - Giochi panamericani: Miglior difesa
- 2013 - Campionato nordamericano: Miglior ricevitore
- 2017 - World League: Miglior libero